# Киржеманы (Большеигнатовский район)
Киржеманы — село, центр сельской администрации в Большеигнатовском районе Мордовии. Население 519 чел. (2001), в основном русские.
Находится на р. Мене, в 14 км от районного центра и 51 км от железнодорожной станции Ардатов. Название-антропоним: от дохристианского имени первого поселенца Киржемана. Упоминается в Генеральной переписи мордвы Алатырского уезда (1624). По утверждению А. А. Гераклитова, Киржеманы — «выставка из деревни Баева… поселились до 1614 года». В «Списке населённых мест Симбирской губернии» (1863) Киржеманы — село удельное из 138 дворов Ардатовского уезда. До 20 апреля 1924 г. — волостной центр.
В 1930 г. был образован колхоз «Красное знамя», в начале 1990-х гг. — СХПК «Знамя труда». В селе — средняя школа, библиотека, медпункт, магазин, пекарня; памятник воинам, погибшим в Великой Отечественной войне. Близ Киржеман — курганы абашевской и балановской культур бронзового века (исследовал В. Н. Шитов в 1982 г.). В Киржеманскую сельскую администрацию входит д. Красная Нива (194 чел.; родина заведующего кафедрой анатомии, физиологии и валеологии Рязанского педагогического университета В. В. Ендолова).
Киржеманы — родина педагога А. С. Исламовой.

## Источник
- Энциклопедия Мордовия, Р. Н. Бузакова.